# Fimetariella dunarum
Fimetariella dunarum är en svampart som tillhör divisionen sporsäcksvampar, och som först beskrevs av Victor Mouton, och fick sitt nu gällande namn av John Christian Krug. Fimetariella dunarum ingår i släktet Fimetariella, och familjen Lasiosphaeriaceae. Arten är reproducerande i Sverige.